# Сырдарья
Сырдарья́ (устар. Сыр-дарья; в Таджикистане — Сир; каз. Сырдария, тадж. Сирдарё, Сир,
узб. Sirdaryo, Яксарт, кирг. Сырдарыя др.-греч. Ἰαξάρτης, Якса́ртес) — длиннейшая и вторая по водности после Амударьи река Средней Азии. Среднемноголетний расход воды — 724 м³/с (27 км ниже впадения Чирчика).

## Этимология
В разное время река была известна под различными названиями. Самым ранним зарегистрированным именем было Яксарт (Ἰαξάρτης). Древнегреческие авторы Страбон (на рубеже н. э.) и Птолемей (II век н. э.) упоминают эту реку как Яксарт — «жемчужная река»; Греческое название восходит к древнеперсидскому имени Яхша Арта («Истинная жемчужина»), возможно, отсылка к цвету воды, питаемой ледниками. Дополнительное подтверждение персидской этимологии даёт тюркская калька среднекитайского названия реки до арабского завоевания, Иньчу, или «Жемчужная река»
После мусульманского завоевания река в источниках появляется единообразно как Сейхун (سيحون), одна из четырёх рек, вытекающих из Рая (Джаннат, جَنّة по-арабски)[уточнить].
Кроме того, в средневековых источниках встречается ряд названий этой реки, образованных от названий городов, местностей, оазисов: Оби-Фаргона («ферганская река»), Оби-Худжанд («река Худжанда»), Нахр-аш-Шаш («шашская река», по ташкентскому оазису Шаш), Банокат-Дарёси («река Баноката») и т. п. В XVII веке Абу аль-Гази Бахадур-хан, историк и правитель Хивы, назвал Аральское море «морем Сира», или Сыр Тенгизи.
Современное название Сырдарья получает распространение по разным данным лишь в XVIII или XIX веке. Компонент «дарья» (от тадж. дарё — «река») споров не вызывает, но объяснение компонента «сир» вызвало ряд этимологий с привлечением различных иранских и тюркских языков. Сир объяснялось как «обильный», «хороший», «просторный», «верховный», «главный», «ясный» и т. д. Реалистичнее мнение В. В. Бартольда, который отмечал возможность образования компонента сир от этнонима населения, обитавшего по нижнему течению этой реки..
Важным свидетельством является этимология упомянутого античными авторами названия реки Сырдарья — «Яксарт», установленная В. А. Лившицем (2003: 10). Оно означает «текущий», «струящийся». Слово восходит к согдийскому диалекту, возникшему из сакской языковой группы.

## Описание

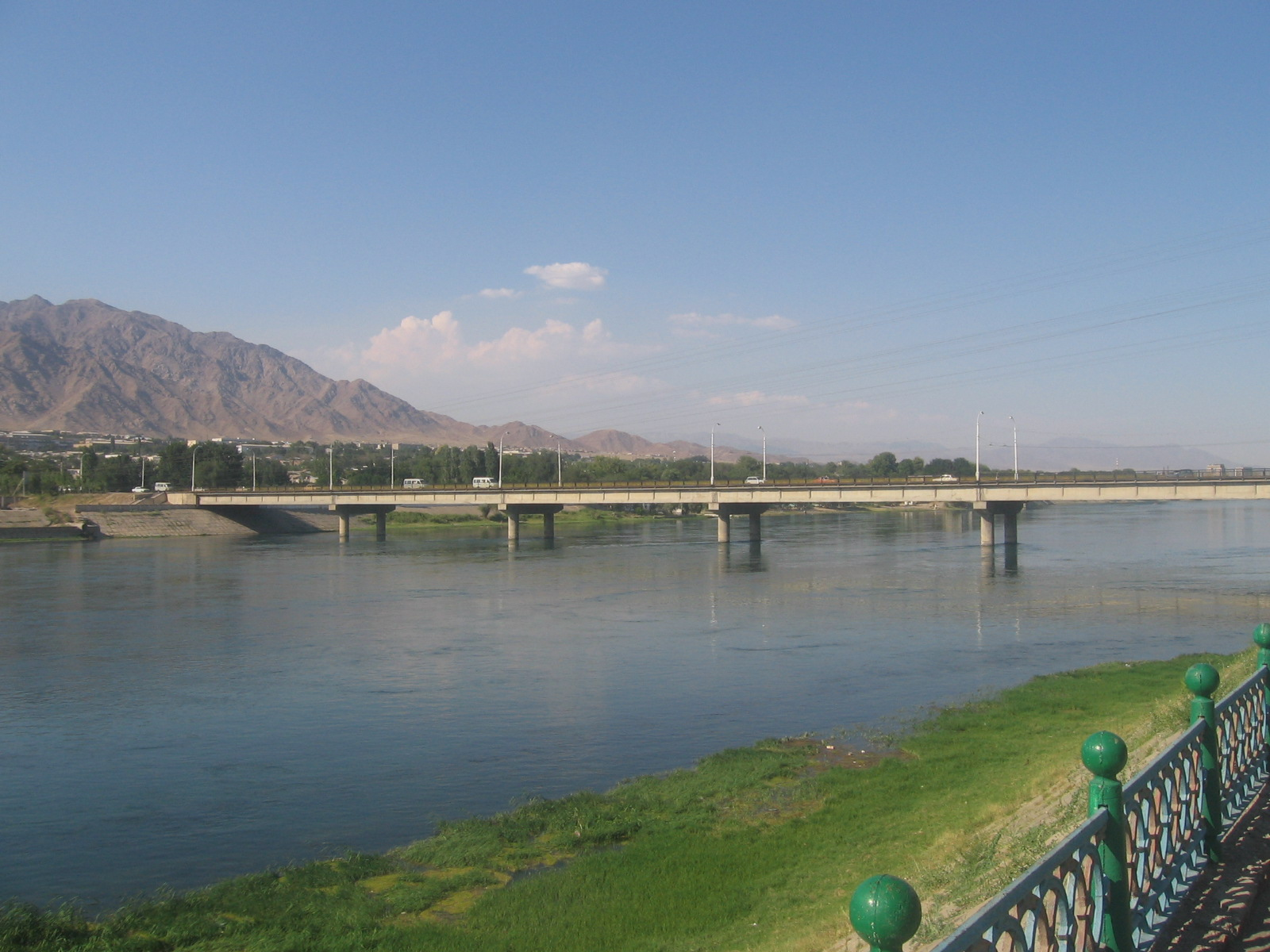
Река Сырдарья в Худжанде

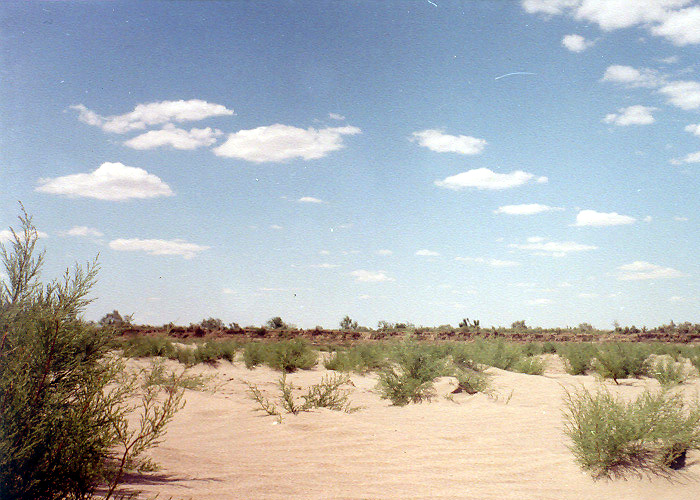
Песчаные барханы в пойме низовьев Сырдарьи

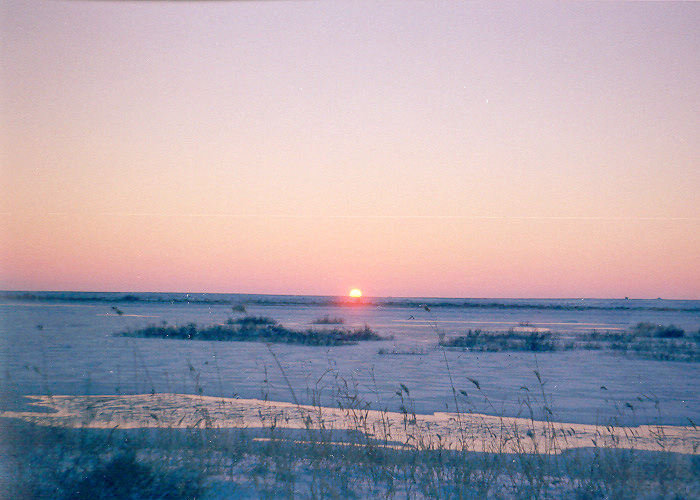
Зимний рассвет на Сырдарье. Байконур

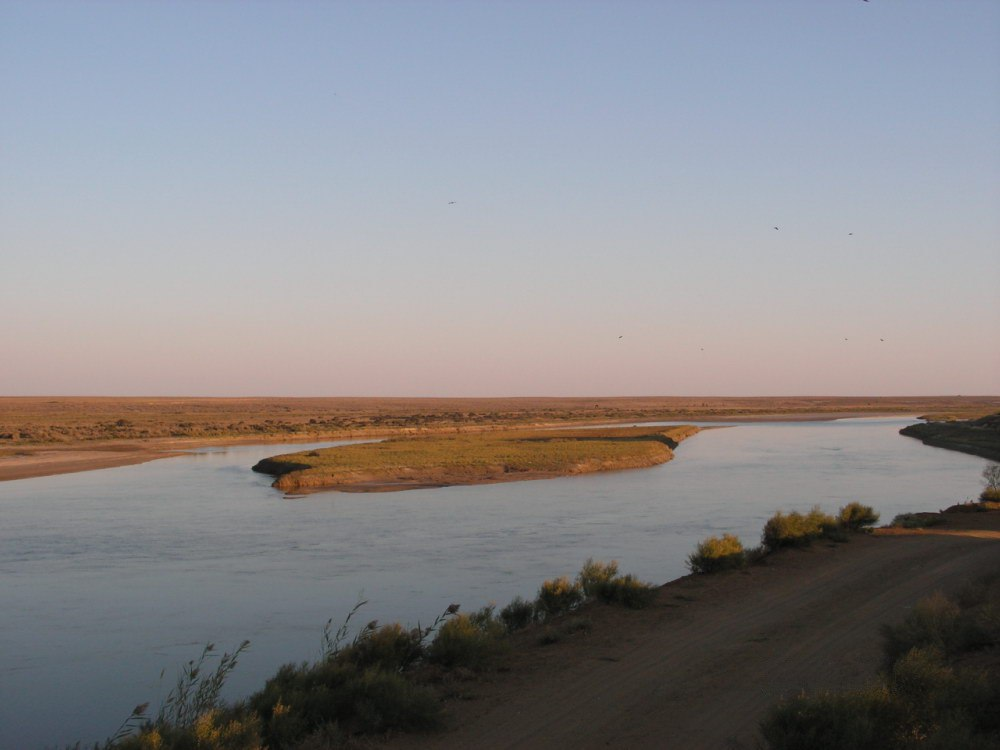
Панорама Сырдарьи с набережной города Байконур

Образуется при слиянии Нарына и Карадарьи в восточной части Ферганской долины. Практически весь водный сток Сырдарьи формируется в горной части бассейна. Питание преимущественно снеговое, в меньшей мере ледниковое и дождевое. Основной вклад в водный сток Сырдарьи дают Нарын (36 %), Карадарья (11 %), реки Ферганской долины (25 %) и Чирчик (20 %). Половодье весенне-летнее. Ниже г. Чардара сток реки расходуется на орошение и теряется на испарение в пойменных разливах.
При выходе из Ферганской долины река пересекает Фархадские горы и далее течёт по обширной, местами заболоченной пойме шириной 14,7 км через Голодную степь.
В среднем течении (от Фархадских гор до Чардаринского водохранилища) в Сырдарью впадают реки Ангрен (Ахангаран), Чирчик и Келес. От Фархадского гидроузла начинается Южно-Голодностепский канал. В 1958 году был введён в эксплуатацию Жанадариинский канал. Сток воды многих малых притоков Сырдарьи разбирается на орошение и не доходит до неё.
В нижнем течении Сырдарья протекает по восточной и северной окраинам песков Кызылкум; русло реки здесь извилисто и неустойчиво, в зимне-весенний период нередки паводки. Последний приток — Арыс. В низовьях реки на участке от города Туркестана до райцентра Жосалы имеется обширная пойма (шириной 10—50 км, длина около 400 км), пронизанная множеством проток, местами заросшая тростником и тугаями, широко используемая для сельского хозяйства (рисоводство, бахчеводство, овощеводство, местами садоводство). В устье Сырдарья образует дельту (в районе города Казалинск) с многочисленными протоками, озёрами и болотами, используемую для бахчеводства.
Сырдарья ранее впадала в Аральское море, ныне, вследствие катастрофического снижения его уровня и распада моря на две части (в 1989 году), река впадает в северную часть моря (так называемое «Малое море»). Воды Сырдарьи в значительной мере разбираются на орошение, в связи с этим нынешний объём стока в устье снизился более чем в 10 раз (с 400 м³/с до 30 м³/с) по сравнению с условно-естественным периодом (до 1960 года).

## Бассейн реки
Длина 2212 км (по другим данным, 2137), от истоков Нарына — 3019 км. На территории бассейна реки Сырдарья находятся 3 области Кыргызстана: Нарынская, Джалалабадская и Ошская, Согдийская область Таджикистана, 6 областей Узбекистана: Андижанская, Наманганская, Ферганская, Ташкентская, Джизакская и Сырдарьинская и две области Казахстана: Туркестанская и Кызылординская. Площадь бассейна Сырдарьи составляет 219 000 км². Суммарная величина естественных водных ресурсов 36,6 км³. Объём годового стока рек, доходящих до ствола Сырдарьи — 30,8 км³.
В 1957 году в русле р. Сырдарья, в 12 км от г. Кызылорда в Казахстане, построен Кызылординский гидроузел, состоящий из плотины для регулирования водопотока по реке, а также двух каналов.
На 11-м километре деривационного канала, отходящего от водохранилища на Сырдарье, располагается Фархадская ГЭС (архитектор Иосиф Каракис). На реке созданы водохранилища Кайраккумское (4,2 км³, Таджикистан) и Чардаринское (5,7 км³, Казахстан). С целью регулирования весенних паводков и сбросов воды с Токтогульской ГЭС, Казахстан построил в Туркестанской области Коксарайское водохранилище, иначе — Коксарайский контррегулятор, (длина плотины 45 км) объёмом в 3 миллиарда кубометров, которое впервые было заполнено весной 2010 года. Полностью строительство было закончено в декабре 2011 года. Но уже весной 2011 года в водохранилище Коксарай было аккумулировано 2 млрд м³. В 2012 году планировалось набрать полный объём.
В 2017 году было построено Сардобинское водохранилище объёмом 1 куб км, в мае 2020 года произошёл его прорыв.
На берегу Сырдарьи расположены города Гулистон, Худжанд (Таджикистан), Сырдарья, Бекабад (Узбекистан), Шардара, Кызылорда, Джалагаш, Джусалы, Байконур, Казалинск (Казахстан).

## История
В трудах греческих историков среднее течение реки носило название «Танаис», который они переносили с известной реки Дона-Танаиса, которая протекала по территории скифов. Наличие двух Танаисов, среднеазиатского и европейского, было отмечено во II веке н. э. греческим писателем Аррианом. По словам Арриана, Сырдарья также носила название «Яксарт» — древнее местное название, которое, вероятно, было распространено среди местных сакских племён.
Страбон писал, что «река Иаксарт отделяет саков от согдийцев». Шарафаддин Язди называл Сырдарью рекой Сейхун и утверждал, что она разграничивает Могулистан и Мавераннахр. В древнетюркских рунических памятниках река называется «Жемчужной».
На левом берегу реки, в Кызылординской области находится средневековое городище Артык-Ата.